# Коропский сырзавод
Коропский сырзавод (укр. Коропський сирзавод) — предприятие пищевой промышленности в городе Короп Коропского района Черниговской области.
Крупнейшее действующее промышленное предприятие на территории Коропского района.

## История
Строительство сыродельного завода перерабатывающей мощностью 3 тыс. тонн молока в год в райцентре Короп было утверждено 20 сентября 1946 года и проходило в соответствии с четвёртым пятилетним планом восстановления и развития народного хозяйства СССР. В 1952 году завод был введён в эксплуатацию.
В соответствии с восьмым пятилетним планом развития народного хозяйства СССР в 1970 году была проведена первая реконструкция завода, увеличившая перерабатывающие мощности до 21 410 тонн молока в год.
В 1976 - 1977 годы состоялась вторая реконструкция предприятия, в результате которых производственные мощности были увеличены. После этого начался экспорт продукции за границы СССР (твёрдые сыры продавали на Кубу и в Германию, пластичные сыры - в Югославию).
В 1985 году была проведена последняя реконструкция, в ходе которой был построен молокоприёмный цех, перепланировано молокохранилище, в сыродельный цех установили оборудование венгерской фирмы «Комплекс».
В советское время Коропский сыродельный завод входил в число ведущих предприятий города.
После провозглашения независимости Украины в 1992 году государственное предприятие было реорганизовано в арендное предприятие.
В августе 1994 года завод был приватизирован и стал структурным подразделением ОАО «Черниговмолпром».
В марте 1999 года завод стал дочерним предприятием ООО "СиЛ".
В декабре 2006 года завод был сертифицирован на соответствие стандартам системы управления качеством ISO 9001:2001.
Начавшийся в 2008 году экономический кризис осложнил положение предприятия.
В мае 2008 года и в октябре 2008 года Черниговское областное отделение Антимонопольного комитета Украины дважды оштрафовало завод за картельный сговор с 11 другими предприятиями отрасли, в результате которого 12 молокоперерабатывающих заводов одновременно снизили закупочные цены на молоко для промышленной переработки и установили их на одинаковом уровне.
По состоянию на 2015 год, мощности предприятия обеспечивали возможность переработки до 25 тыс. тонн молока и производства 800 тонн твёрдых сыров и 200 тонн масла в год, но были задействованы не полностью - в течение 2015 года завод заготовил и переработал 4244 тонны молока и произвёл 2 тыс. тонн переработанного молока, 175 тонн сычужных сыров и 134 т сухих несгущённых сливок. Тем не менее, в 2015 году завод обеспечивал 51,5% промышленного производства Коропского района.
По результатам проведённых в первом полугодии 2017 года лабораторных исследований ГП «Укрметртестстандарт» было установлено, что сыр «Российский большой» Коропского сырзавода является фальсификатом со 100-процентным содержанием немолочных жиров.

## Современное состояние
Предприятие производит несколько видов сыра, цельное сухое молоко, сухое обезжиренное молоко, сливочное масло и сыворотку.